# Club Sport Patria
Il Club Sport Patria, noto comunemente come Patria, è una società calcistica ecuadoriana con sede nella città di Samborondón, provincia del Guayas. Milita nella Segunda Categoría, il terzo livello del campionato ecuadoriano.
È una delle compagini più antiche dell'Ecuador, essendo stata fondata nel 1908 a Guayaquil. Dal 2013 ha spostato la propria sede nella limitrofa Samborondón.

## Storia
Il Club Sport Patria venne fondato il 18 settembre 1908 a Guayaquil da un gruppo di ragazzi del quartiere Atarazana, che già dal 1906 era solito ritrovarsi per giocare a calcio.
Il Patria fu una delle squadre più importanti dell'era pionieristica e dilettantistica del calcio in Ecuador, terminando - tra il 1925 e il 1945 - per dodici volte nei primi tre posti il campionato locale Campeonato Amateur de Guayaquil, incluse le vittorie del 1942, 1944 e 1945.
Prese parte per la prima volta al Campeonato Nacional de Fútbol - nato nel 1957 - nel 1960, giungendo terzo. In tutto ha disputato otto stagioni nel massimo campionato ecuadoriano, ottenendo come miglior piazzamento il secondo posto nel 1961 ed abbandonandolo definitivamente al termine dell'edizione 1970.
Dal 1971 prende parte ininterrottamente alla Segunda Categoría, terzo livello del campionato ecuadoriano di calcio. In quattro occasioni ha vinto la fase regionale ma nelle fasi successive non ha mai ottenuto l'accesso alla Primera Categoría Serie B: è accaduto nel 1968, 1975, 2006 e 2017.

## Colori e simboli

### Colori
I colori della maglia sono il bianco e il grigio a strisce verticali, con pantaloncini e calzettoni grigi.

### Simboli ufficiali

#### Stemma
Il simbolo del Patria è uno scudo a strisce verticali bianche e grigie, con al centro un rapace verde e la scritta "CLUB SPORT PATRIA 1908". In calce allo scudo sono quattro stelle verdi.

## Strutture

### Stadio
Gioca le partite casalinghe allo stadio Samborondón Arena, inaugurato nel 2006 e capace di 2 200 spettatori.

## Palmarès

### Competizioni regionali
- Campeonato de Fútbol del Guayas: 2

1958, 1959
- Segunda Categoría del Guayas: 4

1968, 1975, 2006, 2017
- Campeonato Amateur de Guayaquil: 3

1942, 1944, 1945

### Altri piazzamenti
- Campeonato Nacional de Fútbol

secondo posto: 1961
terzo posto: 1960

## Statistiche e record

### Partecipazione ai campionati
| Livello | Categoria                     | Partecipazioni | Debutto | Ultima stagione | Totale |
| ------- | ----------------------------- | -------------- | ------- | --------------- | ------ |
| 1º      | Campeonato Nacional de Fútbol | 8              | 1960    | 1970            | 8      |

Sono escluse le stagioni in cui il Patria prese parte a campionati regionali.